# Національний день ручного письма
Національний день ручного письма, також Національний день почерку — відзначається щороку 23 січня з 1977 року. 
Дата була обрана, оскільки це день народження Джона Хенкока, який був першим, хто підписав Декларацію незалежності США. 
Святкування було встановлено Асоціацією виробників письмових інструментіву 1977 році з метою сприяти споживанню ручок, олівців та паперу для письма. 